# Commonwealth-Gletscher
Der Commonwealth-Gletscher ist ein Gletscher im ostantarktischen Viktorialand. Er beginnt unter dem Gipfel des Mount McLennan in der Asgard Range, an dem auch der Kanada- und der Loftus-Gletscher beginnen, in etwa 1900 Metern Höhe. Von dort fließt er in Richtung Südosten und endet westlich des Mount Coleman im Taylor Valley, wo er die östliche Begrenzung des Fryxellsees bildet.
Teilnehmer der Terra-Nova-Expedition (1910–1913) des britischen Polarforschers Robert Falcon Scott kartierten ihn. 
Benannt ist der Gletscher nach dem Australischen Bund (engl. Commonwealth of Australia), dessen Regierung die Forschungsreise finanziell unterstützt hatte. Mit den Geologen Thomas Griffith Taylor und Frank Debenham gehörten zudem zwei Australier zur Mannschaft, die den Gletscher erkundet hatten.